# Assedio di Takatō (1582)
L'assedio di Takatō (高遠城の戦い?) del 1582 fu una delle battaglie finali del clan Takeda contro le forze congiunte di Oda Nobunaga e Tokugawa Ieyasu.
Dopo la distruzione dei Takeda nel Kai del 1582 (battaglia di Temmokuzan), nel quale persero la vita Takeda Katsuyori e molti altri, Takeda Morinobu (conosciuto anche come Nishina Morinobu), il quinto figlio del famoso Takeda Shingen), si fortificò nel castello di Takatō. Oda Nobutada ordinò ad un sacerdote di mediare con Morinobu, ma questi gli rispose tagliando allo sfortunato uomo naso ed orecchie. Dopo questo Nobutada lanciò un attacco su larga scala al castello, conquistandolo ed uccidendo Morinobu.